# Гележініс вілкас
«Гележініс вілкас» (лит. Lietuvos kariuomenės sporto klubas Futbolo klubas „Geležinis Vilkas“) — професіональний литовський футбольний клуб з міста Вільнюс. Предсталяє Збройні сили Литви у футбольних змаганнях.

## Історія
В 1989—1991 роках команда «Гележініс вілкас» виступала під назвою СРТ (Вільнюс) у Вищій та Першій лігах Литви. В 1991 році фінансування припинилося й СРТ було розформовано.
У 1992 році ряд ентузіастів - Альгімантас Любинскас, Броніславас Чеканаускас та Матвейс Фрішманас - звернулися до тодішнього міністра національної оборони Аудріуса Буткевичюсу та командиру мотострілецької бригади «Чорний вовк», генерал-бригадира Чеславаса Єзерскаса, з пропозицією організувати сильну військову футбольну команду, яка могла б представляти армію Литви. Після згоди вище вказаних посадових осіб новостворена футбольна команда була зареєстрована в футбольній федерації та заявлена для участі в чемпіонаті Литви. Перший матч відновленої команди «залізних вовків» відбувся проти «Жальгіріса» на однойменному стадіоні у Вільнюсі. Дебютний сезон для нової вільнюської команди став успішним — 8-ме місце в чемпіонаті Литви. Перші декілька сезонів кольори клубу захищали декілька відомих футболістів. Серед них Валдас Урбонас (колишній тренер ФК «Екранас»), Гиріус Калваітіс (з 1991 по 1993 рік виступав у національній збірній Литви) та Жидрунас Грудзінскас (виступав у збірній Литви в 1998—1999 роках). У складі клубу виступали й військові, зокрема під 20-им номером грав начальник Відділу підтримки та постачання у Військовій поліції Рімас Клішис. Курував командою колишній тренер збірної Литви Альгімантас Любінскас. Під час зимової перерви сезону 1994/95 років була реорганізована в «Жальгіріс-2» (Вільнюс), проте вже влітку 1997 року повернулася до колишньої назви. Одним з найбільших успіхів клубу стало 6-те місце у Вищому дивізіоні литовського чемпіонату сезону 2001 року під керівництвом колишнього воротаря вільнюського «Жальгіріса» Альвіда Кунцевічяуса. У 2003 року представляла Збройні сили Литви на чемпіонату світу для військовослужбовців, який проходив в Італії, де зайняла високе 4-те місце. Два роки по тому на аналогічному чемпіонаті світу, але в Німеччині, посіла 5-те місце. 
У 2011 році клуб був на межі зникнення. Тодішній головний тренер литовців вирішив, що після завершення сезону 2011 року футзальна та футбольні команди клубу більше не виступатимуть у другому дивізіоні литовського чемпіонату, незважаючи на 2-ге місце зайняте футбольною командою попереднього сезону. Тоді Дарюс Індрюнас зібрав тренерський персонал, деяких гравців з минулорічного складу та деяких новачків й організував аматорський військовий клуб з назвою «Гележніс вілкас». Восени 2011 року був зареєстрований для участі в Сьомій футбольній лізі, де й стартував наступного року. З 2013 року команда проводить свої домашні поєдинки в одній з військових частин Вільнюса, на стадіоні імені Великого князя литовського Гедемінаса. Незабаром вийшов до П'ятої футбольної ліги (аматорське змагання), виступав у зоні «Вільнюс».

## Досягнення
- А-ліга (Литва)
  - 6-те місце (1): 2001

- Кубок Литви
  - 1/4 фіналу (2): 1992/93, 1993/94

- Перша ліга Литви
  -  Срібний призер (2): 1999/00, 2003

- Друга ліга Литви (зона «Пієтус»)
  -  Чемпіон (2): 2007/08, 2008/09
  -  Срібний призер (1): 2009/10

## Відомі гравці
- Рітас Ваігінас, 1989–1991
- Рімас Клішис, 1992–1993; 2012
- Жидрунас Грудзінскас, 1992–1994
- Валдас Урбонас, 1992–1993
- Гіріус Калваітіс, 1993
- Ігоріс Стукалінас, 1993
- Відас Алундеріс, 1997
- Аудрюс Вейкутіс, 1997—1998
- Аудріус Рамонас, 1997–2002
- Едвардас Малкевічюс, 1998-1991
- Вальдемар Боровський, 2005–2006